# 후벵 미카엘
후벵 미카엘 프레이타스 다 헤수레이상(포르투갈어: Rúben Micael Freitas da Ressureição, 1986년 8월 19일 ~)는 포르투갈의 전 축구 선수이다.